# Kwansei-Gakuin-Universität

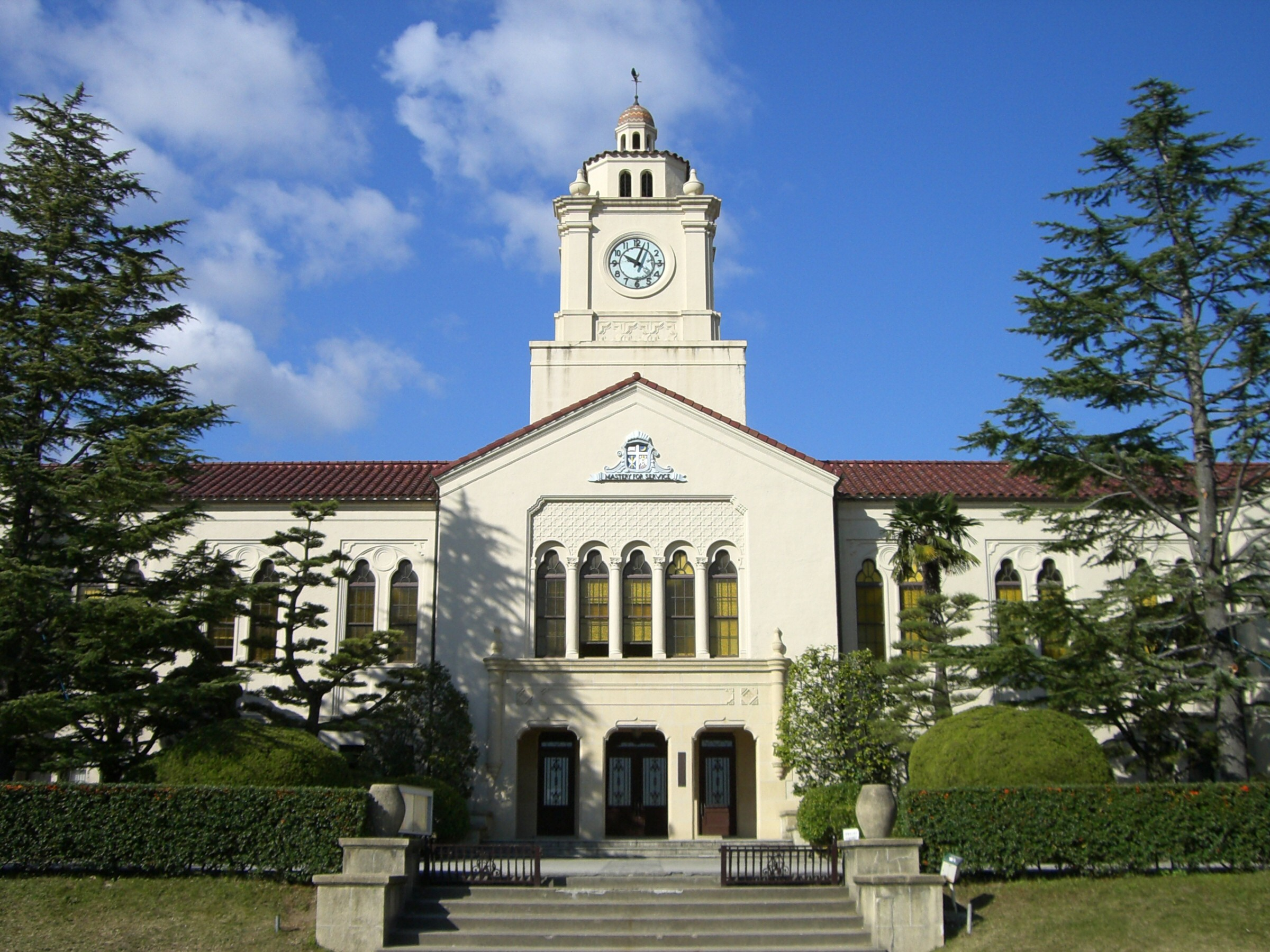
Der Uhrturm der Bibliothek

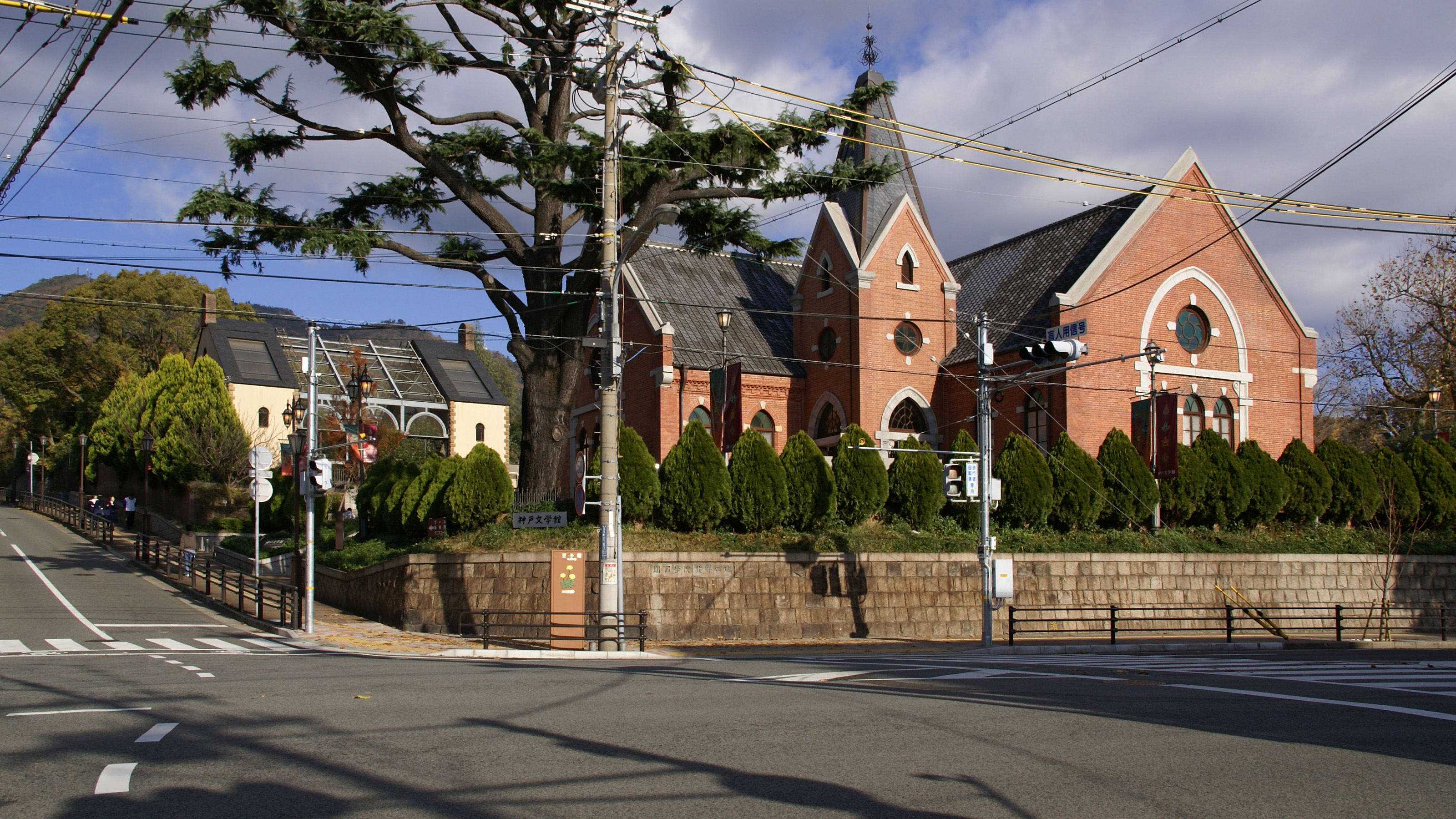
Das Städtische Literaturmuseum Kōbe, die ehemalige Kapelle der Kwansei-Gakuin

Die Kwansei-Gakuin-Universität (jap. 関西学院大学, Kansei gakuin daigaku, kurz: Kangaku (関学) oder KG) ist eine private christliche Universität in Japan. Der Hauptcampus liegt in Uegahara-Ichibanchō, Nishinomiya in der Präfektur Hyōgo. Ihr Motto ist: „Mastery for Service“.
Der Name Kwansei wird tatsächlich Kansei ausgesprochen, da er einer Umschrift der archaischen japanischen Hiragana-Schreibung (くゎんせい) für Kansei folgt; Kansei ist eine alternative Lesung der Kanjis „関西“ (normalerweise Kansai ausgesprochen, dt. „die Region die westlich (西, sai) von Hakones Grenzstation (関所) liegt“).

## Geschichte
Die Kwansei-Gakuin (dt. „Akademie Westjapans“, engl. West Japan College) wurde 1889 gegründet, von Walter Russel Lambuth, einem Missionar der Methodist Episcopal Church, South. Die Schule lag im Dorf Harada (heute: Nada-ku, Kōbe, 34° 42′ 34,2″ N, 135° 12′ 50,4″ O) und hatte die theologische Abteilung und die Mittelschulkurse.
Die Schule entwickelte sich 1912 zu einer geistes- und handelswissenschaftlichen Fachschule und zog 1929 in den heutigen Nishinomiya-Uegahara-Campus. 1932 erlangte sie den Universitätsstatus und benannte sich in Kwansei-Gakuin-Universität um. Sie hatte zuerst nur geistes- und sozialwissenschaftliche Fakultäten; 1952 gründete sie die Fakultät für Theologie und 1961 dann die Fakultät für Naturwissenschaften (heute: Fakultät für Natur- und Ingenieurwissenschaften).
Im April 2009 wurde die Seiwa-Hochschule (聖和大学, Seiwa daigaku), eine christliche pädagogische Hochschule in Nishinomiya, zur Kwansei-Gakuin-Universität zusammengelegt.

## Fakultäten
- Nishinomiya-Uegahara-Campus (in Nishinomiya, Hyōgo, 34° 46′ 10,9″ N, 135° 20′ 49,2″ OKoordinaten: 34° 46′ 10,9″ N, 135° 20′ 49,2″ O):
  - Fakultät für Theologie
  - Fakultät für Geisteswissenschaften
  - Fakultät für Sozialwissenschaften
  - Fakultät für Rechtswissenschaft
  - Fakultät für Volkswirtschaftslehre
  - Fakultät für Handelswissenschaft
  - Fakultät für Human- und Wohlfahrtswissenschaft (jap. 人間福祉学部, engl. School of Human Welfare Studies)
- Nishinomiya-Seiwa-Campus (in Nishinomiya, Hyōgo, 34° 45′ 43,1″ N, 135° 21′ 6″ O):
  - Fakultät für Pädagogik
- Kōbe-Sanda-Campus (in Sanda, Hyōgo, 34° 54′ 46″ N, 135° 9′ 48,8″ O):
  - Fakultät für Politikwissenschaften (jap. 総合政策学部, engl. School of Policy Studies)
  - Fakultät für Natur- und Ingenieurwissenschaften